# LLYC
LLYC (antes conocida como Llorente & Cuenca) es una consultora española, especializada en comunicación, gestión de la reputación y asuntos públicos, creada en el año 1995. Posee oficinas en Argentina, Brasil, Colombia, Chile, Ecuador, España, Estados Unidos, México, Panamá, Perú, Portugal y República Dominicana, además de ofrecer sus servicios mediante compañías afiliadas en Bolivia, Costa Rica, El Salvador, Guatemala, Honduras, Nicaragua, Paraguay, Uruguay y Venezuela. Está considerada como una de las principales agencias dentro de su sector. Desde abril de 2019 se denomina oficialmente LLYC.

## Historia
La empresa fue fundada en 1995 por José Antonio Llorente y Olga Cuenca, tomando su nombre comercial de la conjunción de los apellidos de ambos fundadores. Sus principales clientes son grandes empresas, con presencia o intereses en los mercados de habla española o portuguesa (conocidas como “multilatinas”).
En 1998 desembarcan en Latinoamérica, abriendo una filial en Lima, a la que le siguieron otras en todo el continente.
En el año 2006 desarrollan una alianza con AMO (primera red global de comunicación estratégica). Al año siguiente, abren una oficina regional en México, buscando consolidarse en la región latinoamericana. Posteriormente, se expandieron a Estados Unidos, buscando captar el negocio de las compañías de ese país que trabajen en Latinoamérica. En mayo de 2019, LLYC dejó de formar parte de la red AMO y se une a la Alianza Global formada por Finsbury, Hering Schuppener y Glover Park Group como miembro asociado.
Conformaron un plan estratégico para el bienio 2011 - 2013, con el fin de expandirse y consolidarse en los mercados de habla portuguesa, adquiriendo e integrando a la consultoría portuguesa Imago, compra que finalizó en el 2015 con la adquisición del 100% de las acciones. En 2020 LLYC adquiere la consultoría Diplolicy, especializada en asuntos públicos, relaciones institucionales y análisis de inteligencia competitiva, e incorpora a su fundador, Roger Montañola, como Director Senior.
En línea con su apuesta tecnológica, dentro del plan estratégico 2020 – 2022, en septiembre de 2019 LLYC se incorpora como corporate partner a Barcelona Tech City, la asociación privada que representa a más de 900 empresas del sector tecnológico y digital y que es el clúster de referencia del sector en el Sur de Europa. A finales de 2019 se une a Torre Juana Open Space Technology para incorporar las tecnologías más avanzadas a la comunicación.
En 2019, la facturación de la compañía fue de 43,1 millones de euros, un 12,4 de crecimiento neto respecto al año anterior. América Latina representó el 55% de los ingresos y Europa el 45%. Entre marzo y abril de 2020, LLYC alcanza una alianza con Voikers, compañía de estrategias de voz, así como con The Hub of Brands, comunidad empresarial colaborativa especializada en marketing y tecnología.
La planificación realizada en el 2014 procura duplicar el tamaño de la empresa a lo largo de cinco años, además de sumar peso en Latinoamérica tanto en países del continente como en países con lazos comerciales con el mismo, mercado que representa el 65% del volumen de negocios.
Según el último ranking de agencias de PR noticias, "LLYC (...) lidera el ranking con una facturación superior a los 20 millones de euros y un crecimiento del 7% respecto al ejercicio anterior".
Es la compañía de comunicación que ocupa la posición 44 del ranking global 2020 de PRWeek y se sitúa en el puesto 48 del Global Top 250 PR Agency Ranking 2020 de PRovoke.
El 22 de julio de 2021, la firma española debutó en el BME Growth (antes Mercado Alternativo Bursátil, MAB) con una capitalización bursátil de 109,3 millones de euros. El código de negociación de la compañía es "LLYC". La compañía ha explicado que los fondos levantados se destinarán a financiar parte de su plan de crecimiento, con el que prevé duplicar su negocio en los próximos años. En 2022, José Antonio Llorente dejó de ser CEO de la compañía, sustituyéndole Alejandro Romero Paniagua.

### Intentos de manipulación en Wikipedia
De acuerdo con una investigación del periódico Expansión publicada en 2013, Llorente & Cuenca habría editado el artículo de Repsol tras la nacionalización de YPF por Argentina, calificando la expropiación del gobierno de «inconstitucional» y eliminando contenido en el artículo sobre opiniones que apoyaban la nacionalización, violando así el punto de vista neutral de Wikipedia.

## Premios y reconocimientos
- 2020 - 2 Premios Nacionales de Creatividad 2020.[33]
- 2020 - 5 galardones en los Premios Dircom Ramón del Corral  dentro de los Premios Fundacom.[34]
- 2020 - Premio APCE 2020 de  la Associação Portuguesa de Comunicação de Empresa.
- 2019 –Compañía más premiada en la edición 2019 de los International Business Awards.[35]
- 2018 – Oro en los Premios Eficacia con el proyecto “La tienda LOL” de Campofrío.[36][37][38]
- 2017 – Bronce en Cannes Lions con el proyecto “Deliciosa Calma”, elaborado para Campofrío.[39]
- 2016 – Bronce en Cannes Lions con el proyecto “Plantalámpara”, creado para UTEC.[40]
- 2015 –Consultoría de Comunicación del Año en Europa y en América Latina y Compañía de Comunicación del Año en los International Business Awards.[41]
- 2014 - Premio Aster de comunicación.[42]
- 2014 - Premio ANDA como Mejor Agencia de Relaciones Públicas.[43]
- 2013 - Premio Grand Stevie y People’s Choice, en los International Business Awards.[44]
- 2013 - Global SABRE Awards, Mejor consultoría de comunicación financiera.
- 2013 - Premio Anda como Mejor Consultoría de Comunicación del Perú.